# Scleria interrupta
Scleria interrupta är en halvgräsart som beskrevs av Louis Claude Marie Richard. Scleria interrupta ingår i släktet Scleria och familjen halvgräs. Inga underarter finns listade i Catalogue of Life.